# Mémoire de masse
 (décembre 2018).
Si vous disposez d'ouvrages ou d'articles de référence ou si vous connaissez des sites web de qualité traitant du thème abordé ici, merci de compléter l'article en donnant les références utiles à sa vérifiabilité et en les liant à la section « Notes et références ».
En sciences informatiques, une mémoire de masse est une mémoire de grande capacité, non volatile et qui peut être lue et écrite, entre autres, par un ordinateur. Elle s'oppose à la mémoire centrale.

## Types de mémoires de masse

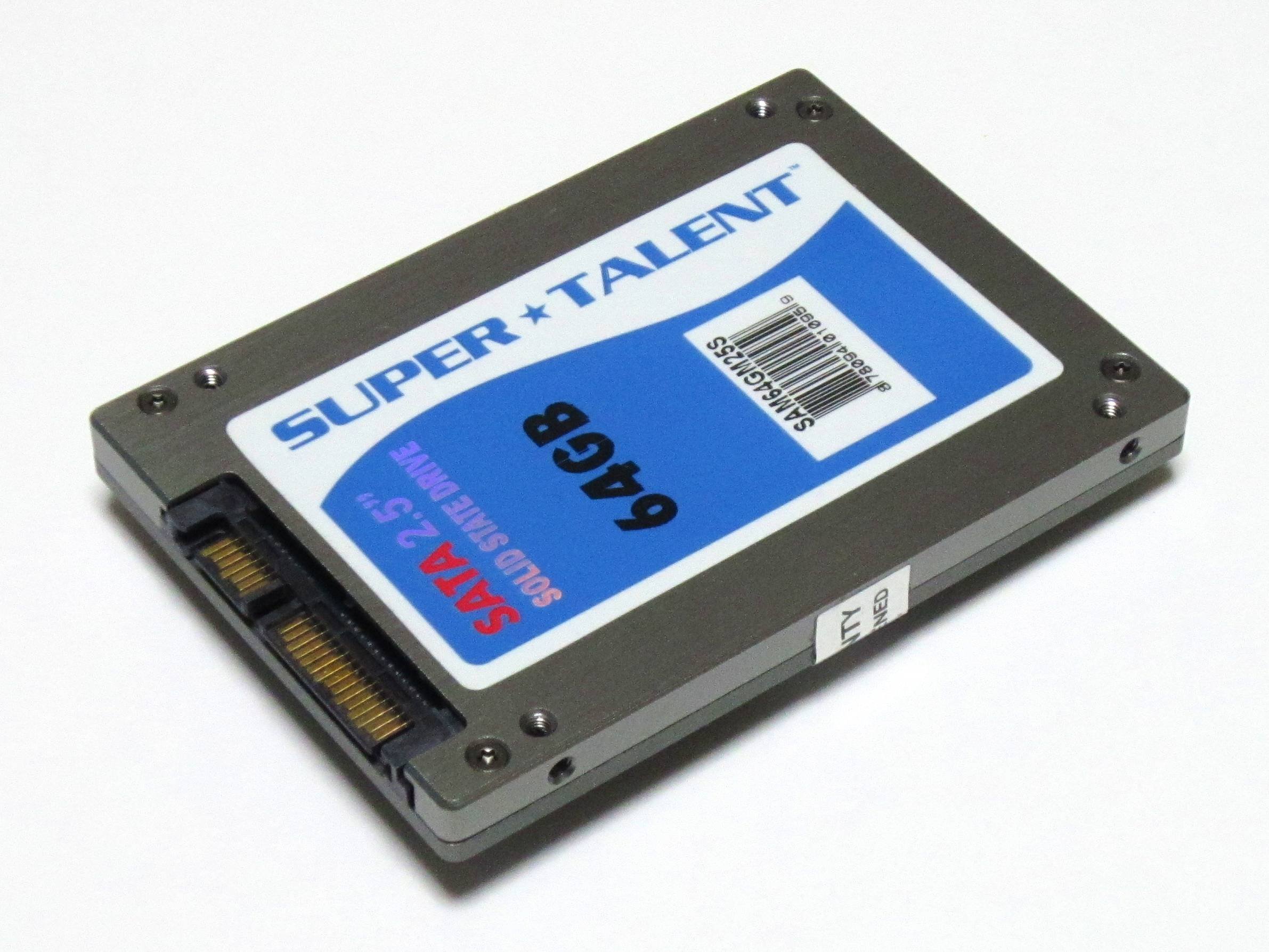
Solid-state drive (SSD)

Technologies désuètesMémoire à tores magnétiques, carte perforée, ruban perforé, cassette audio, tambour magnétique, disquette et disque magnéto-optique.
Technologies en usageBande magnétique, disque dur, SSD, disque optique (CD, DVD, Blu-ray) et mémoire flash.
Technologie expérimentaleMémoire holographique et memristor

## Attributs essentiels
- La possibilité de fonctionner en mode d’écriture et de lecture, pour que l’utilisateur puisse écrire des informations puis les relire au besoin.
- La possibilité de conserver les informations enregistrées même en absence d’alimentation électrique.
- Une capacité de stockage importante. La notion de capacité importante varie avec l'augmentation des performances technologiques ; aujourd’hui, on ne considère plus que la capacité d'une disquette soit importante.

## Caractéristiques
- Capacité de stockage
- Temps d’accès aux informations
- Débit de transfert des informations
- Coût initial d'acquisition ; coût par information ; coût d'usage
- Durée de vie des informations stockées.

## Utilisations principales
- Installation des logiciels et conservation de leurs paramètres d'utilisation : on installe généralement le système d'exploitation et les applications sur le disque dur de l'ordinateur sur lequel on veut les utiliser.
- Conservation des informations entre séances de travail : on enregistre ses données personnelles dans des fichiers sur disque dur.
- Sauvegarde de sécurité : backup sur bande magnétique, disque optique, etc. ;
- Transfert d'informations : vente de logiciels sur CD-ROM, etc.

Dans l’univers des micro-ordinateurs, les mémoires de masse les plus utilisées pour les usages précédents sont :
- Le disque dur pour les informations qui devront être traitées ultérieurement ;
- Le CD ou le DVD voire les clés USB, pour les copies de sauvegarde par exemple.

## Mémoires de masse distribuées
Les systèmes de fichiers distribués, les réseaux locaux ou les serveurs Internet ne sont pas des types de mémoire de masse mais plutôt des façons d’accéder à une mémoire de masse. Pour cela les mémoires utilisées sont des disques durs (parfois amovibles).